# 朱道孔
朱道孔（1892年—1969年），名锡纯，字道孔，号仰素，以字行。回族，直隶省大兴县（今北京市大兴区）人。

## 生平
其父朱友三在京东通州执教办民立清真第一初等小学堂，颇孚众望。后他与同族朱仰山等迁往天津。
朱道孔1914年2月在天津地方法院注册成为律师，1924年他加入天津律师公会，后来成为天津律师公会副会长。他曾担任《益世报》法律顾问，还曾为该报副刊撰稿。抗战时期，他拒绝一切法律事务，在家赋闲。抗战胜利后，他仍任《益世报》法律顾问。1947年，朱道孔在北平地方法院登记重新开业。1949年3月，《益世报》停办，他的律师事务所也停业。
中华人民共和国成立后，他在芦台一中任教，1957年开始担任宁河县政协副主席。1958年，朱道孔被划为右派。文革时期受到冲击。1969年，朱道孔逝世。
1979年，朱道孔获得平反。
朱道孔旧居为二层洋楼，坐落在今天天津市河北区宙纬路27号，李叔同碑林纪念馆的原址。

## 著作
- 朱道孔，解放前黑律师的形形色色，天津文史资料选辑第37辑，1986年
- 《朱道孔法律事务所》全宗，现藏天津市档案馆